# Adela Calva Reyes
Adela Calva Reyes (San Ildefonso, Tepeji del Río de Ocampo, Hidalgo; 16 de diciembre de 1967-Ib.;2 de marzo de 2018) fue una escritora y ensayista mexicana en las lenguas otomí y española.

## Biografía
Adela Calva nació en la localidad de San Ildefonso, Tepeji del Río de Ocampo.
Su obra literaria es parte de la literatura del siglo xxi de México y mantiene una identidad propia de la localidad poblana de San Ildefonso. Fue profesora y fiel defensora de las lenguas minoritarias de su país (enfocándose en particular a la variante del otomí).

## Publicaciones
- Ra hua ra hiä Alas a la palabra (2008, conaculta).

- Maga pädihu te’ä ra b’edi ra nanoteknología Vamos a conocer la nanotecnología (2013, UNAM).[4]

- "Dombo ma enxe" Flor de mi alma (2019) Libro de Poesías escritas por Escritora Adela Calva Reyes en lengua ñhañhu y trascritas al español. Cabe mencionar que la publicación de este libro fue después de su fallecimiento.